# MA-21
La MA-21 est le résultat du déclassement de la N-340 dans l'agglomération de Malaga. C'est une voie rapide urbaine qui relie Malaga à Torremolinos en Andalousie.
Elle absorbe la N-340 surchargée durant les périodes de pointe et la période estivale car le trafic automobile entre ces 2 villes est très chargée. De plus elle est doubler par la rocade ouest de Malaga.

## Tracé
- La MA-21 débute à l'ouest de Malaga où elle se détache de l'Avenida de Velazquez au niveau du croisement avec la rocade ouest de Malaga
- Elle passe tout près de l'Aéroport de Malaga par le sud où elle va croiser l'accès depuis la MA-20 (MA-23) lorsqu'il sera construit.
- Elle se termine en recroisant la MA-20 à l'est de Torremolinos et reprend son nom d'origine dans la traversée de la ville (N-340)

## Sorties
| Numéro de la sortie | Nom de la sortie | Bifurcation |
| ------------------- | --- | ----------- |
|                     | Malaga-Avenida de Velazquez |             |
|                     | Malaga Nord - Cartama Guadalmar - Marbella - Fuengirola Cordoue - Séville - Grenade - Almeria Estepona - Algésiras - Gibraltar AP-7 | A-7 MA-20   |
| 04                  | Zones Industrielles Guadalhorce - Santa Teresa Centre Commercial Azucarera - Malaga-Calle Pacifico                                  |             |
|                     | Aéroport de Malaga | MA-23       |
| 05                  | Churriana - Coin Ikea - Plaza Mayor                                                                                                 | A-404       |
|                     | Marbella - Fuengirola - Estepona Algésiras - Cadix - Gibraltar AP-7                                                                 | A-7         |
|                     | Torremolinos-Avenida Manuel Fraga Iribarne                                                                                          |             |